# EMISAT
EMISAT ist ein indischer, militärischer Aufklärungssatellit der Defence Research and Development Organisation (DRDO) und der Indian Space Research Organisation (ISRO).
Er wurde am 1. April 2019 mit einer PSLV-Trägerrakete vom Satish Dhawan Space Centre (zusammen mit 28 Cubesats, darunter 20× Flock-4a, 4× Lemur-2, Astrocast 0.2, Aistechsat 3) in eine sonnensynchrone Umlaufbahn gebracht. Es war der erste Start dieser Version der Trägerrakete, die über vier Booster verfügt.
Der dreiachsenstabilisierte Satellit ist mit Geräten zur Erfassung von Informationen im elektromagnetischen Spektrum (ELINT) ausgerüstet und soll Kommunikationssignale auswerten, so zum Beispiel die Position von Radaranlagen in benachbarten Ländern liefern. Er wurde auf Basis des Mini Satellite 2 (MIS-2)  Satellitenbus der ISRO gebaut.